# Cătălin Botezatu

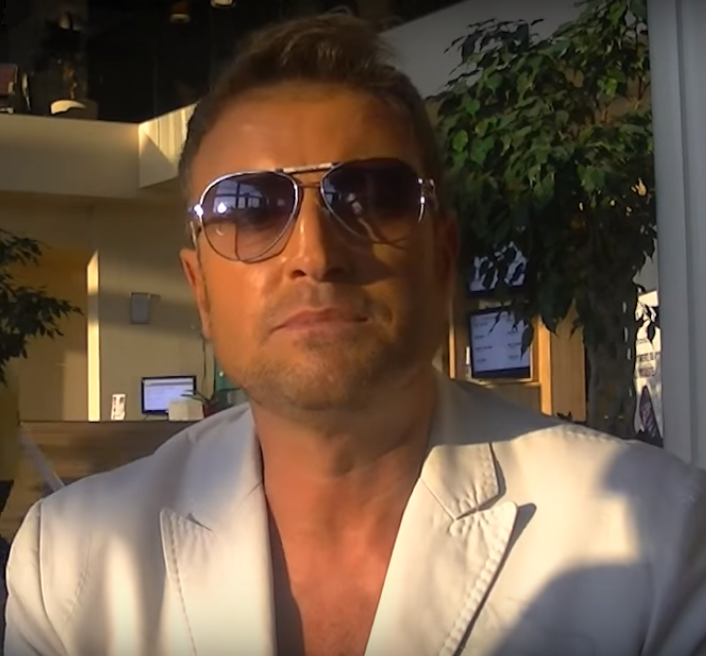
Cătălin Botezatu

Cătălin Botezatu (* 3. Dezember 1966 in Alexandria, Rumänien) ist ein rumänischer Modedesigner.
Cătălin Botezatu hatte die Aufnahmeprüfung zum Studium der Atomphysik bestanden, wollte dann aber zur Theaterwissenschaft wechseln, bestand die Aufnahmeprüfung jedoch nicht. Danach arbeitete er als Model am staatlichen Modeinstitut und gewann in Leipzig einen Modelwettbewerb. Nach der Rumänischen Revolution 1989 gewann er ein Stipendium für das Internationale Modeinstitut in Mailand, wo er Gianni Versace kennenlernte. Ein Angebot als Designer bei Versace zu arbeiten schlug Botezatu jedoch aus.
Cătălin Botezatu ging zurück nach Rumänien und eröffnete 1990 das erste private Modehaus, vier Jahre später folgte ein eigenes Atelier.